# Marit Bjørgen
Marit Bjørgen (Trondheim, 21 marzo 1980) è un'ex fondista norvegese.
Vincitrice di 15 medaglie olimpiche, di cui 8 d'oro, 4 d'argento e 3 di bronzo, è la sportiva con il maggior numero di medaglie e medaglie d'oro ai Giochi olimpici invernali (sia nella classifica femminile che maschile), oltre che una degli sportivi più titolati e medagliati in assoluto. Nel suo palmarès annovera anche 18 ori ai campionati mondiali e 4 Coppe del Mondo generali. Detiene sia il record assoluto di vittorie in gare di Coppa del Mondo (114) che di vittorie in gare sprint (40).

## Biografia
Originaria di Rognes, corre per il Team Cresco - Elite Kvinner ed è allenata da Svein Tore Samdal. Tra le due tecniche, predilige il passo pattinato; fortissima nelle sprint e nelle corse con partenza in linea, nel tempo ha saputo migliorare sulle distanze più lunghe e in tecnica classica.

### Stagioni 1999-2006
Ha debuttato in campo internazionale ai Mondiali juniores del 1999 a Saalfelden, senza conseguire risultati di rilievo. In Coppa del Mondo ha esordito il 27 dicembre dello stesso anno nello sprint a tecnica classica di Engelberg (39ª) e ha conquistato il primo podio il 10 marzo 2002 nella staffetta di Falun (2ª); nello stesso anno ha vinto la medaglia d'argento con la staffetta 4x5 km ai XIX Giochi olimpici invernali di Salt Lake City 2002 e si è classificata 50ª nella 15 km e 14ª nella 30 km.
Sempre nel 2002, il 26 ottobre, ha colto la sua prima vittoria a Düsseldorf, nello sprint a tecnica libera di apertura della stagione, confermandosi nelle sprint di Clusone e di Reit im Winkl tanto da vincere la sua prima Coppa del Mondo di specialità. Nella stagione successiva ha vinto sette sprint individuali, conquistando il secondo posto nella classifica generale dietro a Gabriella Paruzzi e nuovamente la "coppetta" di sprint.
Nel 2004-2005 si è affermata anche sulle distanze più lunghe, vincendo così la Coppa del Mondo generale, entrambe quelle di specialità (distanza e sprint) e ottenendo cinque medaglie ai Mondiali di Oberstdorf: tre ori (30 km, sprint a squadre e staffetta), un argento (inseguimento) e un bronzo (10 km). Anche nel 2005-2006 ha vinto le Coppe generale e di sprint; ai XX Giochi olimpici invernali di Torino 2006, dopo essersi ritirata nella prova a inseguimento e aver concluso al quarto posto lo sprint a squadre, ha ottenuto la medaglia d'argento nella 10 km tecnica classica dietro all'estone Kristina Šmigun-Vähi e davanti alla compagna di squadra Hilde Gjermundshaug Pedersen.

### Stagioni 2007-2010

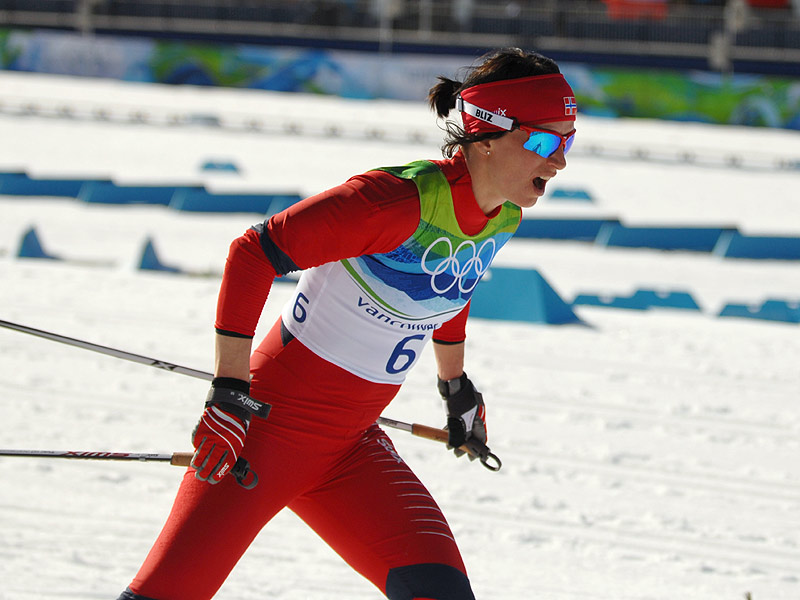
Marit Bjørgen durante la gara di inseguimento ai XXI Giochi olimpici invernali di

Nella stagione 2006-2007 è giunta seconda, dietro alla finlandese Virpi Kuitunen, sia nella classifica di Coppa del Mondo sia nel Tour de Ski, di cui si correva la prima edizione. Ai Mondiali di Sapporo di quell'anno ha vinto due bronzi, nello sprint a squadre e nella staffetta, e a essi sono seguite due stagioni senza risultati di rilievo: nella classifica generale di Coppa è giunta undicesima nel 2007-2008 e decima nel 2008-2009. Ai Mondiali del 2009, a Liberec, per la prima volta non ha ottenuto medaglie.
Nella stagione 2009-2010 è tornata ai massimi livelli: è stata seconda sia in classifica generale, dietro alla polacca Justyna Kowalczyk, sia nelle due classifiche di specialità e ha collezionato otto vittorie, sei delle quali nelle ultime sei gare della stagione. Ai XXI Giochi olimpici invernali di Vancouver 2010 ha vinto cinque medaglie nelle sei prove disputate: tre ori (sprint individuale, inseguimento e staffetta), un argento (30 km a tecnica classica) e un bronzo (10 km a tecnica libera).

### Stagioni 2011-2013
Nella stagione 2010-2011 è stata nuovamente seconda nelle classifiche di Coppa del Mondo generale e di distanza, con dodici vittorie all'attivo. Ai Mondiali di Oslo ha vinto la medaglia d'oro nello sprint e nella 15 km a inseguimento. Anche nella stagione 2011-2012 si è aggiudicata la coppa di cristallo generale e quella di distanza, vincendo anche il Nordic Opening e le Finali. Nel 2013 ha vinto quattro ori e un argento ai Mondiali in Val di Fiemme, mentre in Coppa del Mondo ha chiuso quarta, vincendo ancora il Nordic Opening e le Finali.

### Stagioni 2014-2018
Ai XXII Giochi olimpici invernali di Soči 2014 ha vinto altri tre ori: nella 30 km, nello skiathlon e nello sprint a squadre; nella 10 km e nella staffetta si è classificata 5ª, nello sprint 11ª. In Coppa del Mondo ha chiuso la stagione al secondo posto. Nel 2015 ai Mondiali di Falun ha vinto la medaglia d'oro nello sprint e nella staffetta, la medaglia d'argento nella 30 km e si è classificata 31ª nella 10 km e 6ª nello skiathlon, mentre in Coppa del Mondo si è aggiudicata sia la Coppa generale, sia quelle di distanza e di sprint.
Assente per maternità nella stagione 2015-2016, ha ripreso a gareggiare in quella successiva, tornando alla vittoria nella seconda prova di Coppa del Mondo il 27 novembre a Kuusamo. Ai Mondiali di Lahti 2017 ha vinto la medaglia d'oro nello skiathlon, nella 10 km, nella staffetta e nella 30 km e si è classificata 16ª nella sprint. Ai XXIII Giochi olimpici invernali di Pyeongchang 2018 ha vinto la medaglia d'oro nella 30 km e nella staffetta, quella d'argento nello skiathlon e quella di bronzo nella 10 km e nella sprint a squadre.
Il 6 aprile 2018 annuncia il ritiro dalle competizioni.

## Palmarès

### Olimpiadi
- 15 medaglie:
  - 8 ori (sprint, inseguimento, staffetta a Vancouver 2010; 30 km, skiathlon, sprint a squadre a Soči 2014; 30 km, staffetta a Pyeongchang 2018)
  - 4 argenti (staffetta a Salt Lake City 2002; 10 km a Torino 2006; 30 km a Vancouver 2010; skiathlon a Pyeongchang 2018)
  - 3 bronzi (10 km a Vancouver 2010; 10 km, sprint a squadre a Pyeongchang 2018)

### Mondiali
- 26 medaglie:
  - 18 ori (sprint a Val di Fiemme 2003; 30 km, sprint a squadre, staffetta a Oberstdorf 2005; 10 km, sprint, inseguimento, staffetta a Oslo 2011; 30 km, sprint, skiathlon, staffetta a Val di Fiemme 2013; sprint, staffetta a Falun 2015; skiathlon, 10 km, staffetta, 30 km a Lahti 2017)
  - 5 argenti (staffetta a Val di Fiemme 2003; inseguimento a Oberstdorf 2005; 30 km a Oslo 2011; 10 km a Val di Fiemme 2013; 30 km a Falun 2015)
  - 3 bronzi (10 km a Oberstdorf 2005; sprint a squadre, staffetta a Sapporo 2007)

### Coppa del Mondo
- Vincitrice della Coppa del Mondo nel 2005, nel 2006, nel 2012 e nel 2015
- Vincitrice della Coppa del Mondo di sprint nel 2003, nel 2004, nel 2005, nel 2006 e nel 2015
- Vincitrice della Coppa del Mondo di distanza nel 2005, nel 2012 e nel 2015
- 163 podi (126 individuali, 37 a squadre):
  - 114 vittorie (84 individuali, 30 a squadre)
  - 33 secondi posti (28 individuali, 5 a squadre)
  - 16 terzi posti (14 individuali, 2 a squadre)

#### Coppa del Mondo - vittorie
| Data                           | Luogo                                         | Paese                    | Disciplina                                                                           |
| ------------------------------ | --------------------------------------------- | ------------------------ | ------------------------------------------------------------------------------------ |
| 26 ottobre 2002                | Düsseldorf                                    | Germania                 | Sprint TL                                                                            |
| 11 dicembre 2002               | Clusone                                       | Italia                   | Sprint TL                                                                            |
| 12 febbraio 2003               | Reit im Winkl                                 | Germania                 | Sprint TL                                                                            |
| 26 ottobre 2003                | Düsseldorf                                    | Germania                 | Sprint a squadre TL (con Hilde Gjermundshaug Pedersen)                               |
| 23 novembre 2003               | Beitostølen                                   | Norvegia                 | 4x5 km (con Vibeke Skofterud, Hilde Gjermundshaug Pedersen e Kristin Størmer Steira) |
| 7 dicembre 2003                | Dobbiaco                                      | Italia                   | Sprint a squadre TL (con Hilde Gjermundshaug Pedersen)                               |
| 14 dicembre 2003               | Davos                                         | Svizzera                 | 4x5 km (con Vibeke Skofterud, Kristin Mürer Stemland e Hilde Gjermundshaug Pedersen) |
| 16 dicembre 2003               | Val di Fiemme                                 | Italia                   | Sprint TC                                                                            |
| 11 gennaio 2004                | Otepää                                        | Estonia                  | 4x5 km (con Vibeke Skofterud, Hilde Gjermundshaug Pedersen e Kristin Størmer Steira) |
| 18 gennaio 2004                | Nové Město na Moravě                          | Rep. Ceca                | Sprint TL                                                                            |
| 15 febbraio 2004               | Oberstdorf                                    | Germania                 | Sprint a squadre TL (con Hilde Gjermundshaug Pedersen)                               |
| 18 febbraio 2004               | Stoccolma                                     | Svezia                   | Sprint TC                                                                            |
| 22 febbraio 2004               | Umeå                                          | Svezia                   | 4x5 km (con Vibeke Skofterud, Kristin Størmer Steira e Hilde Gjermundshaug Pedersen) |
| 24 febbraio 2004               | Trondheim                                     | Norvegia                 | Sprint TL                                                                            |
| 26 febbraio 2004               | Drammen                                       | Norvegia                 | Sprint TC                                                                            |
| 5 marzo 2004                   | Lahti                                         | Finlandia                | Sprint TL                                                                            |
| 12 marzo 2004                  | Pragelato                                     | Italia                   | Sprint TL                                                                            |
| 23 ottobre 2004                | Düsseldorf                                    | Germania                 | Sprint TL                                                                            |
| 24 ottobre 2004                | Düsseldorf                                    | Germania                 | Sprint a squadre TL (con Hilde Gjermundshaug Pedersen)                               |
| 20 novembre 2004               | Gällivare                                     | Svezia                   | 10 km TC                                                                             |
| 21 novembre 2004               | Gällivare                                     | Svezia                   | 4x5 km (con Kine Beate Bjørnås, Vibeke Skofterud e Hilde Gjermundshaug Pedersen)     |
| 4 dicembre 2004                | Berna                                         | Svizzera                 | Sprint TL                                                                            |
| 5 dicembre 2004                | Berna                                         | Svizzera                 | Sprint a squadre TL (con Ella Gjømle)                                                |
| 11 dicembre 2004               | Val di Fiemme                                 | Italia                   | 15 km PU                                                                             |
| 14 dicembre 2004               | Asiago                                        | Italia                   | Sprint TL                                                                            |
| 15 dicembre 2004               | Asiago                                        | Italia                   | Sprint a squadre TL (con Ella Gjømle)                                                |
| 8 gennaio 2005                 | Otepää                                        | Estonia                  | 10 km TC                                                                             |
| 16 gennaio 2005                | Nové Město na Moravě                          | Rep. Ceca                | Sprint TL                                                                            |
| 11 marzo 2006                  | Oslo                                          | Norvegia                 | 30 km TC                                                                             |
| 16 marzo 2005                  | Göteborg                                      | Svezia                   | Sprint TL                                                                            |
| 19 marzo 2005                  | Falun                                         | Svezia                   | 15 km PU                                                                             |
| 22 ottobre 2005                | Düsseldorf                                    | Germania                 | Sprint TL                                                                            |
| 23 ottobre 2005                | Düsseldorf                                    | Germania                 | Sprint a squadre TL (con Hilde Gjermundshaug Pedersen)                               |
| 19 novembre 2005               | Beitostølen                                   | Norvegia                 | 10 km TC                                                                             |
| 20 novembre 2005               | Beitostølen                                   | Norvegia                 | 4x5 km (con Ella Gjømle, Vibeke Skofterud e Hilde Gjermundshaug Pedersen)            |
| 26 novembre 2005               | Kuusamo                                       | Finlandia                | 10 km TC                                                                             |
| 10 dicembre 2005               | Vernon                                        | Canada                   | 15 km PU                                                                             |
| 4 marzo 2006                   | Mora                                          | Svezia                   | 45 km TC MS                                                                          |
| 15 marzo 2006                  | Changchun                                     | Cina                     | Sprint TL                                                                            |
| 28 ottobre 2006                | Düsseldorf                                    | Germania                 | Sprint TL                                                                            |
| 29 ottobre 2006                | Düsseldorf                                    | Germania                 | Sprint a squadre TL (con Ella Gjømle)                                                |
| 19 novembre 2006               | Gällivare                                     | Norvegia                 | 4x5 km (con Vibeke Skofterud, Hilde Gjermundshaug Pedersen e Kristin Størmer Steira) |
| 24 marzo 2007                  | Falun                                         | Svezia                   | 15 km PU                                                                             |
| 24 novembre 2007               | Beitostølen                                   | Norvegia                 | 10 km TL                                                                             |
| 25 novembre 2007               | Beitostølen                                   | Norvegia                 | 4x5 km (con Astrid Uhrenholdt Jacobsen, Therese Johaug e Vibeke Skofterud)           |
| 2 dicembre 2007                | Kuusamo                                       | Finlandia                | 10 km TC                                                                             |
| 17 febbraio 2008               | Liberec                                       | Rep. Ceca                | Sprint a squadre TC (con Astrid Uhrenholdt Jacobsen)                                 |
| 24 febbraio 2008               | Falun                                         | Svezia                   | 4x5 km (con Ingri Aunet Tyldum, Astrid Uhrenholdt Jacobsen e Kristin Størmer Steira) |
| 23 novembre 2008               | Gällivare                                     | Svezia                   | 4x5 km (con Therese Johaug, Kristin Størmer Steira e Marthe Kristoffersen)           |
| 21 novembre 2009               | Beitostølen                                   | Norvegia                 | 10 km TL                                                                             |
| 19 dicembre 2009               | Rogla                                         | Slovenia                 | Sprint TC                                                                            |
| 6 marzo 2010                   | Lahti                                         | Finlandia                | 15 km PU                                                                             |
| 7 marzo 2010                   | Lahti                                         | Finlandia                | 4x5 km (con Marthe Kristoffersen, Therese Johaug e Kristin Størmer Steira)           |
| 11 marzo 2010                  | Drammen                                       | Norvegia                 | Sprint TC                                                                            |
| 13 marzo 2010                  | Oslo                                          | Norvegia                 | 30 km TL MS                                                                          |
| 14 marzo 2010                  | Oslo                                          | Norvegia                 | Sprint TL                                                                            |
| 17-21 marzo 2010               | Stoccolma/Falun                               | Svezia                   | Finali                                                                               |
| 20 novembre 2010               | Gällivare                                     | Svezia                   | 10 km TL                                                                             |
| 21 novembre 2010               | Gällivare                                     | Svezia                   | 4x5 km (con Vibeke Skofterud, Therese Johaug e Kristin Størmer Steira)               |
| 26-28 novembre 2010            | Kuusamo                                       | Finlandia                | Nordic Opening                                                                       |
| 10 dicembre 2010               | Davos                                         | Svizzera                 | 10 km TC                                                                             |
| 11 dicembre 2010               | Davos                                         | Svizzera                 | Sprint TL                                                                            |
| 18 dicembre 2010               | La Clusaz                                     | Francia                  | 15 km TL MS                                                                          |
| 19 dicembre 2010               | La Clusaz                                     | Francia                  | 4x5 km (con Vibeke Skofterud, Therese Johaug e Kristin Størmer Steira)               |
| 16 gennaio 2011                | Liberec                                       | Rep. Ceca                | Sprint a squadre TC (con Maiken Caspersen Falla)                                     |
| 22 gennaio 2011                | Otepää                                        | Estonia                  | 10 km TC                                                                             |
| 19 febbraio 2011               | Drammen                                       | Norvegia                 | 10 km TC                                                                             |
| 13 marzo 2011                  | Lahti                                         | Finlandia                | Sprint TC                                                                            |
| 16-20 marzo 2011               | Stoccolma/Falun                               | Svezia                   | Finali                                                                               |
| 19 novembre 2011               | Sjusjøen                                      | Norvegia                 | 10 km TL                                                                             |
| 20 novembre 2011               | Sjusjøen                                      | Norvegia                 | 4x5 km (con Vibeke Skofterud, Therese Johaug e Kristin Størmer Steira)               |
| 25-27 novembre 2011            | Kuusamo                                       | Finlandia                | Nordic Opening                                                                       |
| 10 dicembre 2011               | Davos                                         | Svizzera                 | 15 km TL                                                                             |
| 4 febbraio 2012                | Rybinsk                                       | Russia                   | 10 km TL MS                                                                          |
| 11 febbraio 2012               | Nové Město na Moravě                          | Rep. Ceca                | 15 km TC MS                                                                          |
| 12 febbraio 2012               | Nové Město na Moravě                          | Rep. Ceca                | 4x5 km (con Vibeke Skofterud, Therese Johaug e Astrid Uhrenholdt Jacobsen)           |
| 4 marzo 2012                   | Lahti                                         | Finlandia                | Sprint TC                                                                            |
| 7 marzo 2012                   | Drammen                                       | Norvegia                 | Sprint TC                                                                            |
| 11 marzo 2012                  | Oslo                                          | Norvegia                 | 30 km TC MS                                                                          |
| 13-18 marzo 2012               | Stoccolma/Falun                               | Svezia                   | Finali                                                                               |
| 24 novembre 2012               | Gällivare                                     | Svezia                   | 10 km TL                                                                             |
| 25 novembre 2012               | Gällivare                                     | Svezia                   | 4x5 km (con Vibeke Skofterud, Therese Johaug e Martine Ek Hagen)                     |
| 30 novembre-2 dicembre 2012    | Kuusamo                                       | Finlandia                | Nordic Opening                                                                       |
| 19 gennaio 2013                | La Clusaz                                     | Francia                  | 10 km TC MS                                                                          |
| 20 gennaio 2013                | La Clusaz                                     | Francia                  | 4x5 km (con Heidi Weng, Therese Johaug e Kristin Størmer Steira)                     |
| 20-24 marzo 2013               | Stoccolma/Falun                               | Svezia                   | Finali                                                                               |
| 29 novembre-1º dicembre 2013   | Kuusamo                                       | Finlandia                | Ruka Triple                                                                          |
| 8 dicembre 2013                | Lillehammer                                   | Norvegia                 | 4x5 km (con Heidi Weng, Therese Johaug e Kristin Størmer Steira)                     |
| 14 dicembre 2013               | Davos                                         | Svizzera                 | 15 km TL                                                                             |
| 15 dicembre 2013               | Davos                                         | Svizzera                 | Sprint TL                                                                            |
| 1º febbraio 2014               | Dobbiaco                                      | Italia                   | 10 km TC                                                                             |
| 2 febbraio 2014                | Dobbiaco                                      | Italia                   | Sprint TL                                                                            |
| 2 marzo 2014                   | Lahti                                         | Finlandia                | 10 km TL                                                                             |
| 9 marzo 2014                   | Oslo                                          | Norvegia                 | 30 km TC MS                                                                          |
| 29 novembre 2014               | Kuusamo                                       | Finlandia                | Sprint TC                                                                            |
| 5 dicembre-7 dicembre 2014     | Lillehammer                                   | Norvegia                 | Nordic Opening                                                                       |
| 20 dicembre 2014               | Davos                                         | Svizzera                 | 10 km TL                                                                             |
| 21 dicembre 2014               | Davos                                         | Svizzera                 | Sprint TL                                                                            |
| 3 gennaio 2015 11 gennaio 2015 | Oberstdorf Val Müstair Dobbiaco Val di Fiemme | Germania Svizzera Italia | Tour de Ski                                                                          |
| 14 febbraio 2015               | Östersund                                     | Svezia                   | Sprint TC                                                                            |
| 7 marzo 2015                   | Lahti                                         | Finlandia                | Sprint TL                                                                            |
| 8 marzo 2015                   | Lahti                                         | Finlandia                | 10 km TC                                                                             |
| 15 marzo 2015                  | Oslo                                          | Norvegia                 | 30 km TL MS                                                                          |
| 27 novembre 2016               | Kuusamo                                       | Finlandia                | 10 km TC                                                                             |
| 18 dicembre 2016               | La Clusaz                                     | Francia                  | 4x5 km (con Ingvild Flugstad Østberg, Ragnhild Haga e Heidi Weng)                    |
| 21 gennaio 2017                | Ulricehamn                                    | Svezia                   | 10 km TL                                                                             |
| 22 gennaio 2017                | Ulricehamn                                    | Svezia                   | 4x5 km (con Ingvild Flugstad Østberg, Heidi Weng e Astrid Uhrenholdt Jacobsen)       |
| 29 gennaio 2017                | Falun                                         | Svezia                   | 15 km TC MS                                                                          |
| 19 febbraio 2017               | Otepää                                        | Estonia                  | 10 km TC                                                                             |
| 12 marzo 2017                  | Oslo                                          | Norvegia                 | 30 km TC MS                                                                          |
| 17-19 marzo 2017               | Québec                                        | Canada                   | Finali                                                                               |
| 17 dicembre 2017               | Dobbiaco                                      | Italia                   | 10 km TC PU                                                                          |
| 11 marzo 2018                  | Oslo                                          | Norvegia                 | 30 km TL MS                                                                          |
| 16-18 marzo 2018               | Falun                                         | Svezia                   | Finali                                                                               |

Legenda:

MS = partenza in linea

PU = inseguimento

TC = tecnica classica

TL = tecnica libera

#### Coppa del Mondo - competizioni intermedie
- Vincitrice del Nordic Opening nel 2011, nel 2012, nel 2013, e nel 2015
- Vincitrice delle Finali nel 2010, nel 2011, nel 2012, nel 2013, nel 2017 e nel 2018
- Vincitrice del Ruka Triple nel 2014
- Vincitrice del Tour de Ski nel 2015
- 58 podi di tappa:
  - 30 vittorie
  - 15 secondi posti
  - 13 terzi posti

##### Coppa del Mondo - vittorie di tappa
| Data             | Località                   | Nazione   | Competizione   | Disciplina  |
| ---------------- | -------------------------- | --------- | -------------- | ----------- |
| 31 dicembre 2006 | Monaco di Baviera          | Germania  | Tour de Ski    | Sprint TL   |
| 20 marzo 2010    | Falun                      | Svezia    | Finali         | 10 km PU    |
| 26 novembre 2010 | Kuusamo                    | Finlandia | Nordic Opening | Sprint TC   |
| 27 novembre 2010 | Kuusamo                    | Finlandia | Nordic Opening | 5 km TC     |
| 18 marzo 2011    | Falun                      | Svezia    | Finali         | 2,5 km TC   |
| 19 marzo 2011    | Falun                      | Svezia    | Finali         | 10 km PU    |
| 25 novembre 2011 | Kuusamo                    | Finlandia | Nordic Opening | Sprint TC   |
| 26 novembre 2011 | Kuusamo                    | Finlandia | Nordic Opening | 5 km TL     |
| 1º gennaio 2012  | Oberstdorf                 | Germania  | Tour de Ski    | 10 km PU    |
| 3 gennaio 2012   | Dobbiaco                   | Italia    | Tour de Ski    | 3 km TC     |
| 4 gennaio 2012   | Dobbiaco                   | Italia    | Tour de Ski    | Sprint TL   |
| 5 gennaio 2012   | Cortina d'Ampezzo/Dobbiaco | Italia    | Tour de Ski    | 15 km TL PU |
| 14 marzo 2012    | Stoccolma                  | Svezia    | Finali         | Sprint TC   |
| 16 marzo 2012    | Falun                      | Svezia    | Finali         | 2,5 km TL   |
| 30 novembre 2012 | Kuusamo                    | Finlandia | Nordic Opening | Sprint TC   |
| 1º dicembre 2012 | Kuusamo                    | Finlandia | Nordic Opening | 5 km TL     |
| 2 dicembre 2012  | Kuusamo                    | Finlandia | Nordic Opening | 10 km TC PU |
| 22 marzo 2013    | Falun                      | Svezia    | Finali         | 2,5 km TL   |
| 23 marzo 2013    | Falun                      | Svezia    | Finali         | 10 km TC MS |
| 28 dicembre 2013 | Oberhof                    | Germania  | Tour de Ski    | 3 km TL     |
| 14 marzo 2014    | Falun                      | Svezia    | Finali         | Sprint TC   |
| 5 dicembre 2014  | Lillehammer                | Norvegia  | Nordic Opening | Sprint TL   |
| 3 gennaio 2015   | Oberstdorf                 | Germania  | Tour de Ski    | 3 km TL     |
| 4 gennaio 2015   | Oberstdorf                 | Germania  | Tour de Ski    | 10 km TC PU |
| 6 gennaio 2015   | Val Müstair                | Svizzera  | Tour de Ski    | Sprint TL   |
| 7 gennaio 2015   | Dobbiaco                   | Italia    | Tour de Ski    | 5 km TC     |
| 8 gennaio 2015   | Dobbiaco                   | Italia    | Tour de Ski    | 15 km TL PU |
| 18 marzo 2017    | Québec                     | Canada    | Finali         | 10 km TC MS |
| 19 marzo 2017    | Québec                     | Canada    | Finali         | 10 km TL PU |
| 25 novembre 2017 | Kuusamo                    | Finlandia | Ruka Triple    | 10 km TC    |

Legenda:

MS = partenza in linea

PU = inseguimento

TC = tecnica classica

TL = tecnica libera

### Marathon Cup
- Miglior piazzamento in classifica generale: 12ª nel 2004

### Campionati norvegesi
- 16 medaglie:
  - 9 ori (sprint TC nel 2005; 10 km TC, inseguimento nel 2007; inseguimento nel 2008; 30 km TL MS nel 2011; 30 km TC MS nel 2012; 10 km TL, inseguimento nel 2013; 30 km TL MS nel 2014)
  - 3 argenti (inseguimento nel 2005; 30 km TC MS nel 2007; 10 km TC nel 2009)
  - 4 bronzi (5 km TC nel 2001; sprint nel 2009; sprint nel 2013; 10 km TC nel 2014)